# Дата народження Ісуса

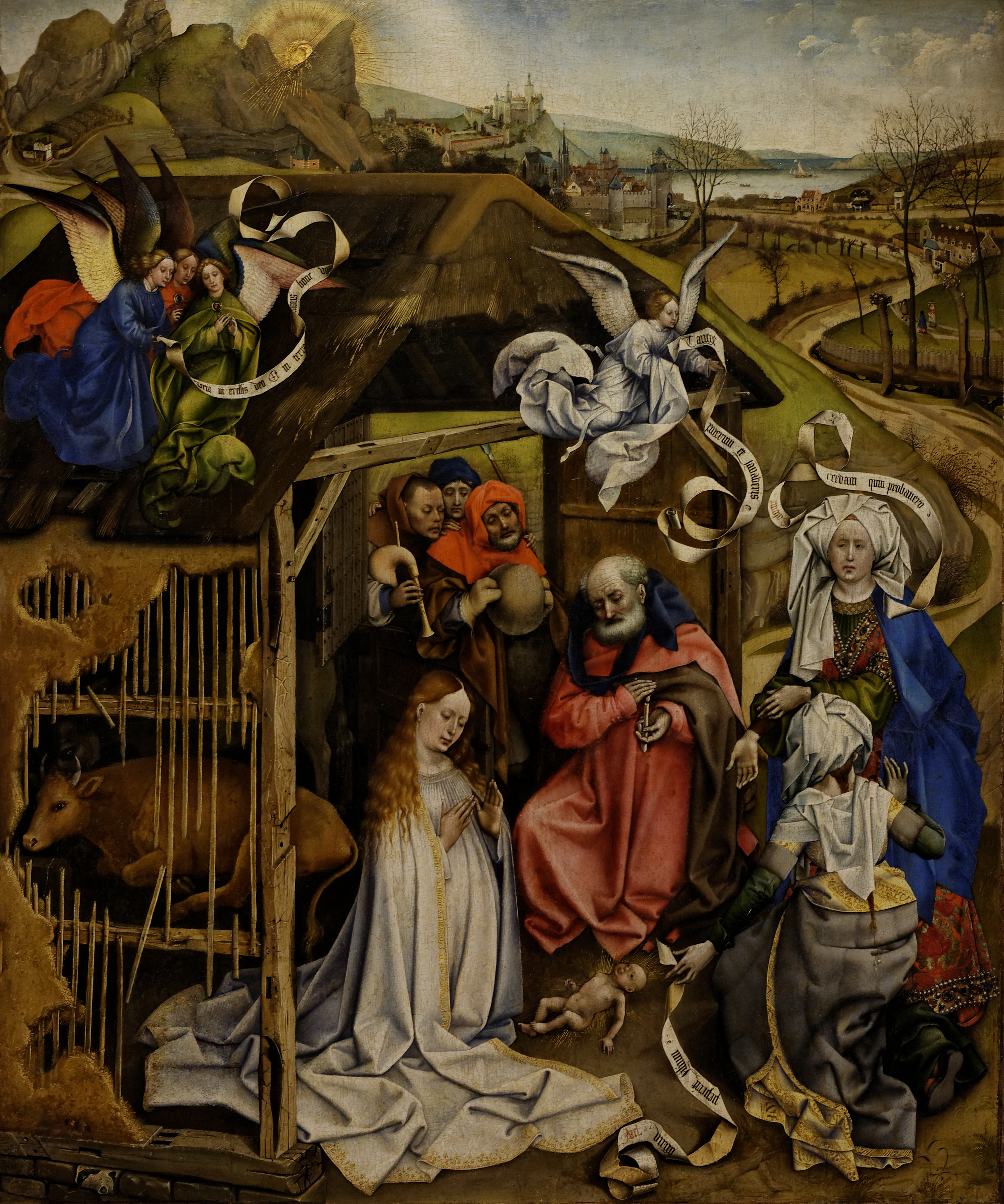
Різдво, Роберт Кампін (прибл. 1420), що зображує народження Ісуса Христа навесні.

Дата народження Ісуса не вказана ні в Євангеліях, ні в будь-яких історичних джерелах, але більшість біблеїстів зазвичай визнають дату народження між 6 і 4 роком до нашої ери, роком, коли помер цар Ірод. Історичні дані надто неповні, щоб дозволити остаточне датування, але рік оцінюється за допомогою трьох різних підходів:
- аналізуючи посилання на відомі історичні події, згадані в оповідях про Різдво в Євангеліях від Луки та Матвія,
- працюючи назад від оцінки початку служіння Ісуса і
- астрологічні або астрономічні вирівнювання.

Загальнохристиянською традиційною датою народження Ісуса було 25 грудня, дата, яку вперше офіційно ствердив папа Юлій у 350 році нашої ери, хоча це твердження є сумнівним або іншим чином необґрунтованим. День або сезон визначали різними методами, включаючи опис пастухів, які стережуть своїх овець.

## Рік народження

### Різдвяні рахунки
Розповіді про Різдво в Євангеліях Нового Заповіту від Матвія та Луки не згадують ні дати, ні пори року народження Ісуса. Карл Ранер стверджує, що автори євангелій загалом зосереджувалися на теологічних елементах, а не на історичній хронології.
І Лука, і Матвій пов’язують народження Ісуса з часами Ірода Великого. У Матвія 2:1 сказано, що «Ісус народився у Вифлеємі Юдейському за днів царя Ірода». Він також має на увазі, що Ісусу могло бути до двох років під час візиту волхвів, оскільки Ірод наказав убити всіх хлопчиків віком до двох років ( різанина невинних ), «відповідно до час, якого він навчився від волхвів». Матвія 2:16. Крім того, якщо фразу «близько 30» у Луки 3:23 тлумачити як 32 роки, це може відповідати даті народження саме під час правління Ірода, який помер у 4 році до нашої ери.
У Євангелії від Луки 1:5 згадується правління Ірода незадовго до народження Ісуса, а народження поміщається під час перепису Квірінія, який єврейський історик Йосип Флавій описав приблизно як 6 рік нашої ери у своїй книзі "Юдейські старожитності" (написана в. 93 р. н. е.), вказуючи, що намісництво Киреніуса/Квірінія в Сирії почалося в 6 р. н. е. Оскільки Ірод помер за багато років до цього перепису, більшість учених нехтує переписом і загалом приймає дату народження між 6 і 4 роком до нашої ери, роком, у якому помер Ірод. Тертуліан вважав, приблизно через два століття, що кілька переписів були проведені по всьому римському світу під проводом Сентія Сатурніна одночасно. Деякі вчені-біблеїсти та коментатори вважають, що ці дві історії можна узгодити, стверджуючи, що текст у Євангелії від Луки можна прочитати як «реєстрація до того, як Квіріній був правителем Сирії», тобто що Лука насправді мав на увазі зовсім інший перепис. Однак ці аргументи відкидаються основною наукою.

### Інші євангельські свідчення

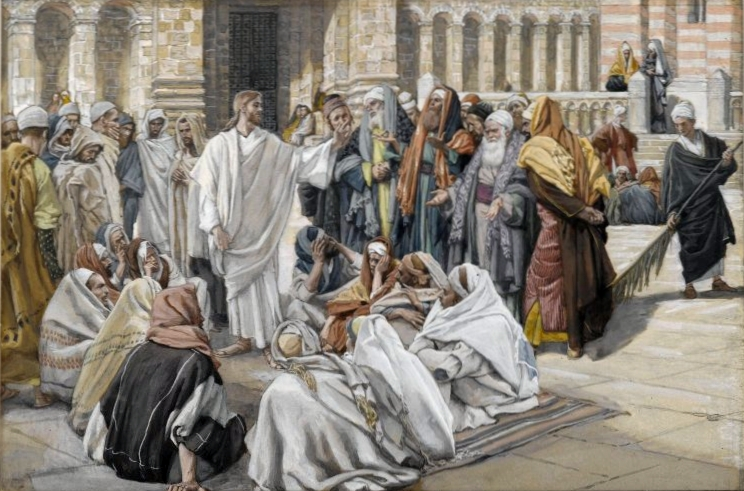
Диспут Ісуса та фарисеїв, Джеймс Тіссо, бл. 1890 рік

Інший підхід до визначення року народження ґрунтується на спробі повернутися до того моменту, коли Ісус почав проповідувати, використовуючи твердження в Луки 3:23, що на той час йому було «близько 30 років». Ісус почав проповідувати після того, як його хрестив Іван Хреститель, і, виходячи з Євангелія від Луки, Іван почав хрестити людей лише на «п'ятнадцятому році царювання Тиберія Цезаря» (Луки 3:1-2), що, за оцінками вчених, мало поставити рік приблизно в 28–29 н. е. З огляду на це можна зробити висновок, що Ісус народився не пізніше 1 року до нашої ери. Інша теорія полягає в тому, що смерть Ірода відбулася лише після січневого затемнення 1 року до нашої ери або навіть 1 року нашої ери після затемнення, яке відбулося 1 грудня до нашої ери.
Цю дату незалежно підтверджує згадка Івана в Івана 2:20 про те, що Храм будувався на 46-му році, коли Ісус почав своє служіння під час Пасхи, що відповідає приблизно 27–29 рокам нашої ери, згідно з науковими оцінками.

### Теорії, засновані на Вифлеємській зірці
Більшість вчених вважають розповідь про Вифлеємську зірку, благочестивою вигадкою, яка має літературну та теологічну цінність, а не історичну. Тим не менш, робилися спроби інтерпретувати це як астрономічну подію, яка потім могла б допомогти визначити дату народження Ісуса за допомогою стародавніх астрономічних записів або сучасних астрономічних розрахунків. Перша така спроба була зроблена Йоганном Кеплером, який інтерпретував цю історію для опису Великого з'єднання планет Юпітера і Сатурна.
Професор Кембриджського університету Колін Хамфріс стверджував у Щоквартальному журналі Королівського астрономічного товариства, що комета на початку 5 року до нашої ери, ймовірно, була «Вифлеємською зіркою», тобто народження Ісуса відбулося приблизно у квітні 5 року до нашої ери.
Були розглянуті й інші астрономічні події, в тому числі тісне планетарне з’єднання між Венерою та Юпітером у 2 році до нашої ери. 

### За словами Діонісія Ексігуса: системаAnno Domini
Система датування Анно Доміні була розроблена в 525 році Діонісієм Ексігусієм для перерахування років у його пасхальній таблиці. Його система повинна була замінити еру Діоклетіана, яка використовувалася в старих великодніх таблицях, оскільки він не хотів продовжувати пам'ять про тирана, який переслідував християн. За останнім роком старої таблиці, Діоклетіана Анно Мартіум 247, відразу ж слідував перший рік його таблиці, Анно Доміні 532. Коли Діонісій створив свою таблицю, юліанські калепдарні роки були ідентифіковані за іменами консулів, які обіймали посади в цьому році — Діонісій сам заявив, що «теперішній рік» був «консулством Проба Молодшого», тобто 525 років «від втілення нашого Господа», Ісуса Христа. Таким чином, Діонісій натякав, що втілення Ісуса відбулося 525 років тому, не вказуючи конкретного року, коли відбулося його народження чи зачаття. «Однак ніде в своєму викладі своєї таблиці Діонісій не пов’язує свою епоху з будь-якою іншою системою датування, будь то консульство, Олімпіада, рік світу чи рік правління Августа; тим більше він не пояснює чи обґрунтовує основну дату».
Бонні Дж.Блекберн і Леофранк Холворд-Стревенс коротко наводять аргументи на користь 2 року до н.е., 1 року до нашої ери або 1 року нашої ери як року, який Діонісій призначав для Різдва або втілення. Серед джерел плутанини:
- У наш час втілення є синонімом зачаття, але деякі стародавні автори, такі як Беда, вважали втілення синонімом Різдва.
- Цивільний або консульський рік починався 1 січня, але рік Діоклетіана починався 29 серпня (30 серпня в рік перед юліанським високосним роком).
- У списках консулів були неточності.
- Існували плутані підсумки років правління імператорів.

Невідомо, як Діонісій встановив рік народження Ісуса. Дві основні теорії полягають у тому, що Діонісій засновував свої розрахунки на Євангелії від Луки, де сказано, що Ісусу було «близько тридцяти років» незабаром після «п'ятнадцятого року правління Цезаря Тиберія», і, отже, відняв тридцять років від цієї дати, або що Діонісій відраховував 532 роки назад від першого року своєї нової таблиці. Джорж Деклерк також припускав, що бажання Діонісія замінити роки Діоклетіана календарем, заснованим на втіленні Христа, мало на меті перешкодити людям повірити в неминучий кінець світу. У той час деякі вважали, що воскресіння мертвих і кінець світу відбудеться через 500 років після народження Ісуса. Старий календар Анно Мунді теоретично розпочався зі створення світу на основі інформації зі Старого Завіту. Вважалося, що згідно з календарем Анно Мунді Ісус народився в 5500 році (через 5500 років після створення світу), а 6000 рік за календарем Анно Мунді, знаменує кінець світу. Таким чином, Анно Мунді 6000 (приблизно 500 р. н. е.) прирівнювали до кінця світу, але ця дата вже минула за часів Діонісія. «Historia Brittonum», приписувана Неннію, написана в IX столітті, широко використовує систему датування Анно Пассіоніс (АП), яка була загальновживаною, а також нову систему датування нашої ери. Система знайомств АП бере свій початок із «Року пристрастей». Загальновизнано експертами, що 27-річна різниця між еталонним показником АП і АД.

### За єврейськими джерелами
Ієшу в єврейських наукових джерелах розглядається дослідниками як посилання на Ісуса, оскільки на івриті слово «Ієшу» використовується для позначення Ісуса, а також є схожість між Талмудом Ієшу та християнським Ісусом. Однак цей факт є спірним, оскільки Єшу також може означати «нехай його ім’я та пам’ять будуть стерті», ймовірно, використовувався як  Damnatio memoriae для цензури певних імен. Талмуд стверджує, що Ієшу жив під час правління Олександра Яннея, який жив із 100 р. до н. е. до 76 р. до н. до 88 р. до н.е. і після 100 р. до н.е. У Chagigah 2:2 також зображено Ієшу в тому ж положенні, однак стверджується, що Йешу став віровідступником під час притулку в Єгипті.
Це талмудичне єврейське твердження про те, що Ієшу народився до 88 р. до н. е. і після 100 р. до н. повторюється в єврейському середньовічному трактаті Толедот Ієшу XI століття, що означає, що ця віра була жива серед принаймні певної кількості євреїв у ті часи. Берінг-Гоулд (сторінка 71) зазначає, що, хоча версія Вагензейля назвала королеву Геленою, вона також чітко описана як вдова Олександра Яннея, який помер у 76 р. до н.е., чию вдову звали Саломея Олександра, і вона померла в 67 р. . Йешу в Толедоті Йешу — це сам Ісус, і немає ймовірності, що він є іншою людиною на ім’я Йешу, оскільки трактат створено як відповідь на твердження Євангелій. Воно було широко поширене в Європі та на Близькому Сході в середньовіччі як відповідь євреїв на християнську історію. Єменське видання цього трактату, яке називається «Епізод про Ісуса», повторює те саме твердження про дату життя Ієшу.
Проте вчений консенсус загалом вважає Toledot Yeshu ненадійним джерелом історичного Ісуса.

## День і сезон
Незважаючи на сучасне святкування Різдва в грудні, ні в Євангелії від Луки, ні в Євангелії від Матвія не згадується час народження Ісуса. Були висунуті наукові аргументи щодо того, чи пасли б пастухи свою отару взимку. Деякі вчені заперечують народження Ісуса взимку, а деякі захищають цю ідею, посилаючись на м’які зими в Юдеї та правила рабинів щодо овець поблизу Вифлеєму, до лютого.
Олександр Мюррей з Історія Сьогодні стверджує, що святкування Різдва як дня народження Ісуса базується на даті язичницького свята, а не на історичному аналізі. Сатурналії, римське свято на честь Сатурна, асоціювалося із зимовим сонцестоянням. Але Сатурналії проводилися 17 грудня за юліанським календарем і пізніше були розширені святами лише до 23 грудня. Свято відзначали жертвоприношенням у храмі Сатурна та на Римському форумі, а також публічним бенкетом, після якого йшло приватне дарування подарунків, безперервні вечірки та карнавальна атмосфера, яка перевернула римські соціальні норми. Римський фестиваль Natalis Solis Invicti також був запропонований, оскільки він відзначався 25 грудня та був пов'язаний з деякими видатними імператорами. Цілком імовірно, що таке християнське свято було обрано для яскравого контрасту і перемоги Христа над язичництвом; дійсно, новонавернені, які намагалися внести язичницькі елементи в християнські свята, були різко докорені.
Крім того, 25 грудня, можливо, було обрано через його близькість до зимового сонцестояння через його символічне теологічне значення. Після сонцестояння дні починають подовжуватися з довшими годинами сонячного світла, що християни вважають символом Світла Христа, що входить у світ. Цей символізм однаково стосується святкування Різдва святого Івана Хрестителя, 24 червня, біля літнього сонцестояння, на основі зауваження Івана про Ісуса: «Він має рости, я — зменшуватися». John 3:30 NRSV .
У I і II століттях День господній (неділя) був першим християнським святом і включав ряд богословських тем. У II столітті Воскресіння Ісуса стало окремим святом (тепер воно називається Пасхою), і в тому ж столітті Богоявлення почали святкувати у Східних Церквах 6 січня. Свято Різдва Христового, яке пізніше перетворилося на Різдво, було святом 4-го століття в Західній Церкві, зокрема в Римі та Північній Африці, хоча точно невідомо, де і коли його вперше відсвяткували. 
Найдавнішим джерелом, у якому вказано 25 грудня як дату народження Ісуса, є книга Іполита Римського, написана на початку 3 століття. Він заснував свою точку зору на припущенні, що зачаття Ісуса відбулося в день весняного рівнодення, яке Іполит помістив на 25 березня, а потім додав дев'ять місяців, щоб обчислити дату народження. Тоді цю дату використовували для святкування Різдва. 25 березня також було б приблизно датою його розп’яття, тому що стародавні християни вважали б підтверджуючим дату його народження, оскільки багато людей тієї епохи вірили, що великі пророки були зачаті в загробне життя того ж самого дня з дати, коли вони були зачаті на світ.  Ігнасіо Л. Гьотц припускає, що Ісус міг народитися «пізньою весною того року, тому що вагітність почалася восени після збору врожаю і було достатньо грошей на весільний бенкет». Іван Золотоустий виступав за дату 25 грудня наприкінці IV століття, засновуючи свій аргумент на припущенні, що приношення ладану, згадане Лукою 1:8—11, стосується приношення ладану первосвящеником на Йом Кіпур (початок жовтня)., і, як і вище, відраховуючи п'ятнадцять місяців вперед. Проте це, швидше за все, було ретроспективним обґрунтуванням уже зробленого вибору, аніж справжньою спробою визначити правильну дату народження. Іван Золотоустий також пише у своїй проповіді на Різдво Господа нашого Ісуса Христа (Εἰς τὸ γενέθλιον τοῦ Σωτῆρος ἡµῶν Ἰησοῦ Χριστοῦ), що дата 25 грудня була добре відома серед західних людей від початку.
Нарешті, 25 грудня може бути посиланням на дату свята Освячення, яке припадає на 25 кислева за єврейським календарем. Це вимагало б, щоб ранні християни просто перекладали Кислев безпосередньо на грудень. 
Дослідження, проведені членами Церкви Ісуса Христа Святих Останніх Днів, як правило, відносять народження Ісуса в якийсь момент на початку або в середині квітня. Це дослідження мотивовано одкровенням засновника LDS Джозефа Сміта, яке можна прочитати, щоб припустити, що 6 квітня є датою народження Ісуса. Вересень або кінець березня запропонував теолог, біблеїст і письменник Ян Пол.

### Ісламський погляд
У збірнику хадисів Тухаф аль-Укул, шостий імам Джафар Ас Садік каже наступне, коли до нього звертаються щодо народження Христа під час Різдва: «Вони збрехали. Вірніше, це було в середині червня. У середині березня день і ніч стають рівними». Це його твердження буквально не означає, що це було 15 червня, а стосується дня, що наближається до весняного рівноведення.
<references group="lower-alpha" responsive="1">